# Preso No. 1
Preso No.1 es una serie de televisión de suspenso político estadounidense producida por Telemundo Global Studios y Argos Televisión para Telemundo, en colaboración con Keshet International. Se estrenó el 30 de julio de 2019 en sustitución de la segunda temporada de La reina del sur, y finalizó el 27 de septiembre del mismo año siendo reemplazado por No te puedes esconder.
Esta protagonizada por Erik Hayser y Alejandra Ambrosi, junto con Mariana Seoane, Arturo Peniche, Angélica Celaya, Luis Felipe Tovar y Luis Gatica en los roles antagónicos, y con las actuaciones estelares de Alejandro de la Madrid, Damián Alcázar y Eduardo Victoria.
Aunque Telemundo no renovó la serie para una segunda temporada, el episodio final de la serie terminó sin la típica frase de «Fin» o «continuará», dejando a la serie con un final abierto posible para producir una segunda temporada. Sin embargo desde el 10 de diciembre de 2019, la primera temporada se encuentra completa en streaming a través de Netflix para Latinoamérica y tiempo después en Peacock para los Estados Unidos, en ambas plataformas con un total de 64 episodios.

## Trama
Carmelo Alvarado (Erik Hayser) es un hombre de orígenes humildes y valores firmes que, gracias a su carisma e inteligencia, se convierte en el presidente de México. Carmelo es acusado y encarcelado injustamente por un fraude millonario que no cometió, causando un escándalo en el país. Sin embargo, Carmelo luchará contra el sistema corrupto detrás del esquema de fraude para limpiar su nombre por el honor de su país y su familia.

## Reparto

### Principales
- Erik Hayser como Carmelo Alvarado Mateos
  - Alexis Valdés interpretó a Carmelo de joven[9]
- Alejandra Ambrosi como Carolina Arteaga[9]
  - Fabiola Guajardo interpretó a Carolina de joven[9]
- Alejandro de la Madrid como Bautista Fernández[9]
- Mariana Seoane como Pía Bolaños
- Arturo Peniche como Pedro Islas Cardán
- Angélica Celaya como Miranda Collins
- Otto Sirgo como Benito Rivas[9]
- Guillermo Quintanilla como el Coronel Ignacio Mayorga[9]
- Luis Felipe Tovar como el Comandante Hugo Piña[10]
- Roberto Sosa como Ramsés Cota «El Faraón»[11]
- Damián Alcázar como Salvador Fraga «El Plural»[11]

### Recurrentes e invitados especiales
- Emilio Guerrero como Toño
- Fernando Ciangherotti como Guido Espinosa Palao[9]
- Luis Gatica como Adonis Madrigal[9]
- Roberto Ballesteros como Dagoberto Lazcano[9]
- Carmen Beato como Hortensia Mateos de Alvarado[9]
- Aldo Gallardo como Joe Moreno[9]
- Eduardo Victoria como Francisco Canales[9]
- Erick Chapa como Juan Islas Limantour[9]
- Claudio Lafarga como Emanuel Porrúa[9]
- Diego Klein como El Tuerto[9]
- Tomás Goros como el Capitán Segovia[9]
- David Ostrosky como Belisario García Ponce de León[9]
- Paulina Matos como Sarah Alvarado Arteaga[9]
- Estefanía Coppola como Isabel Alvarado Arteaga[9]
- Laura Palma como Jacinta[9]
- Rocío Verdejo como Rita Franco[9]
- Luz Ramos como Clara Nevares[9]
- Ale Müller como Diana García Nevares[9]
- Claudia Pineda como Amalia[9]
- Thanya López como Eva[9]
- Rodrigo Oviedo como Adán[9]
- Zamia Fandiño como Gina[9]
- Jaime del Águila como Claudio Travulse[9]
- Juan Martín Jáuregui como Ricardo Montero[9]
- Magali Boyselle como Josefina[9]
- Orlando Moguel como Amador[9]
- Luciana Silveyra como Virginia Carranza[9]
- Carlos Hays como Federico Iturbe[9]
- Patricio Gallardo como Jaime Bracamontes[9]

## Producción
La serie se presentó en mayo de 2018 durante el Up-front de Telemundo para la temporada de televisión 2018-2019 y originalmente fue conocido como «Prisionero No.1». La producción de la serie inició su rodaje el 29 de enero de 2019 en las playas del municipio de Villa de Allende. Se convocaron 200 extras para ir al llamado de la producción, la cual culminó el 2 de febrero de 2019 en esa locación para luego continuar grabando en otros estados de México. El rodaje fue supervisado por el director de Argos Comunicación, Terry Fernández Rivas, junto con Irving Aranda Ocampo. Es una producción de Telemundo Global Studios y Argos Comunicación, desarrollada conjuntamente con Keshet International, creadores de la serie Prisoners of War, en la que se basa Homeland. La producción está escrita por Luis Felipe Ybarra, dirigida por Pitipol Ybarra, Javier Patrón Fox y Javier Sola. Además, la producción ejecutiva general fue proporcionada por Marcos Santana, Mariana Iskandarani y Marcel Ferrer a cargo de la producción ejecutiva por lado de Telemundo, y Dror Mishani con Shira Hadad, Avi Nir, Karni Ziv y Kelly Wright como productores ejecutivos de Keshet International. La producción tiene 60 episodios producidos, se filmó por completo en la Ciudad de México y sus alrededores, incluso utilizaron la antigua sede del Senado de la república, en el Centro Histórico, para la producción.
La serie fue creada en base a aventurarse en un nuevo género televisivo como el thriller político y cambiar la dirección de las «narconovelas», Erik Hayser, Arturo Peniche y Alejandra Ambrosi explicaron la necesidad de que aparezcan nuevas «figuras heroicas» en la pantalla chica. La historia muestra los inicios de los protagonistas con activismo político desde la Revolución Zapatista de 1994 en el estado mexicano de Chiapas, y desarrolla la acción en diferentes partes de México y Estados Unidos.
Erik Hayser, quien posteriormente filmó el tráiler de la telenovela, fue elegido como el principal protagonista de la serie, y para la creación de su personaje se inspiró en figuras políticas como Eduardo Galeano y el Subcomandante Marcos. Aunque no es la primera vez que Hayser interpreta a un presidente mexicano, ya había interpretado a un presidente en la serie Ingobernable de Netflix, junto con Kate del Castillo. Con respecto a su participación en el drama político, el actor enfatizó a los gobernadores de diferentes países y comentó que: «Es difícil creer que ahora la audiencia está a punto de encontrarse con un [presidente inocente] que termina en la cárcel y que, por lo tanto, termina parece un héroe, algo difícil de creer y lejos de ser una realidad actual». Según Hayser, la telenovela muestra a un héroe diferente de los ya conocidos en la pantalla de Telemundo, a diferencia de los narcotraficantes como lo son Aurelio Casillas de El Señor de los Cielos y Teresa Mendoza de La Reina del sur.
Para la preparación de Carmelo Alvarado, Hayser leyó varios libros sobre la historia de México y los presidentes posteriores, también se preparó leyendo la historia de Ernesto Guevara, más conocido como «Che Guevara», y la historia de la revolución cubana. Además de Hayser, Arturo Peniche, que había trabajado con Telemundo en 2007, desde su última telenovela Victoria, regresó a la televisora como parte del reparto principal de la telenovela interpretando a Pedro Islas, a quien el actor describió como «Un personaje lleno de matices porque es oscuro, transparente, manipulador, egocéntrico, soberbio».

### Música
El tema principal de la telenovela es «Cómo te extraño mi amor» del cantante Leo Dan. Es la segunda producción generada en México donde se rinde homenaje al artista nacido en la estación de Atamisqui. La anterior fue Roma, una película galardonada de Alfonso Cuarón. La canción es interpretada por Pedro Fernández, quien había estado alejado de los melodramas durante años, desde su última participación en Hasta el fin del mundo.

## Emisión por televisión

### Episodios
| N.º | Título                       | Fecha de emisión original | Audiencia (millones) |
| --- | ---------------------------- | ------------------------- | -------------------- |
| 1   | «Encarcelado»                | 30 de julio de 2019       | 1.33                 |
| 2   | «Las mujeres del presidente» | 31 de julio de 2019       | 1.18                 |
| 3   | «Sentencia de muerte»        | 1 de agosto de 2019       | 1.14                 |
| 4   | «El oscuro secreto»          | 2 de agosto de 2019       | 0.93                 |
| 5   | «Magnicidio, la misión»      | 5 de agosto de 2019       | 1.06                 |
| 6   | «Mensajera»                  | 6 de agosto de 2019       | 1.11                 |
| 7   | «Las claves de la libertad»  | 7 de agosto de 2019       | 1.06                 |
| 8   | «El hallazgo»                | 8 de agosto de 2019       | 1.03                 |
| 9   | «A rey muerto, rey Tuerto»   | 9 de agosto de 2019       | 0.97                 |
| 10  | «A los pies del Faraón»      | 12 de agosto de 2019      | 0.98                 |
| 11  | «Orden de ejecución»         | 13 de agosto de 2019      | 0.92                 |
| 12  | «Abuso de poder»             | 14 de agosto de 2019      | 0.95                 |
| 13  | «Tratos en el infierno»      | 15 de agosto de 2019      | 0.95                 |
| 14  | «Arde San Buenaventura»      | 16 de agosto de 2019      | 0.79                 |
| 15  | «Emboscada al presidente»    | 19 de agosto de 2019      | 0.95                 |
| 16  | «Atrapados»                  | 20 de agosto de 2019      | 0.93                 |
| 17  | «Plan macabro»               | 21 de agosto de 2019      | 0.95                 |
| 18  | «Pelea a muerte»             | 22 de agosto de 2019      | 1.01                 |
| 19  | «El verdadero asesino»       | 23 de agosto de 2019      | 0.93                 |
| 20  | «Masacre»                    | 26 de agosto de 2019      | 1.00                 |
| 21  | «Locura en el paraíso»       | 27 de agosto de 2019      | 0.93                 |
| 22  | «El diablo uniformado»       | 28 de agosto de 2019      | 0.86                 |
| 23  | «Pecado mortal»              | 29 de agosto de 2019      | 0.95                 |
| 24  | «Maniobras truculentas»      | 30 de agosto de 2019      | 0.77                 |
| 25  | «La despedida»               | 2 de septiembre de 2019   | 0.82                 |
| 26  | «Doble castigo»              | 3 de septiembre de 2019   | 0.92                 |
| 27  | «Donde hubo fuego...»        | 4 de septiembre de 2019   | 0.94                 |
| 28  | «La tortura»                 | 5 de septiembre de 2019   | 0.85                 |
| 29  | «Traicionera»                | 6 de septiembre de 2019   | 0.72                 |
| 30  | «La jugada política»         | 9 de septiembre de 2019   | 0.97                 |
| 31  | «Tiro al blanco»             | 10 de septiembre de 2019  | 0.94                 |
| 32  | «La sombra del pasado»       | 11 de septiembre de 2019  | 0.91                 |
| 33  | «Sangre de mi sangre»        | 12 de septiembre de 2019  | 0.96                 |
| 34  | «A la caza del presidente»   | 13 de septiembre de 2019  | 0.82                 |
| 35  | «El pacto»                   | 16 de septiembre de 2019  | 0.89                 |
| 36  | «La candidata»               | 17 de septiembre de 2019  | 0.76                 |
| 37  | «Ataque sangriento»          | 18 de septiembre de 2019  | 0.88                 |
| 38  | «La prueba del delito»       | 19 de septiembre de 2019  | 0.94                 |
| 39  | «Las telarañas del poder»    | 20 de septiembre de 2019  | 0.80                 |
| 40  | «Guerra sucia»               | 23 de septiembre de 2019  | 0.91                 |
| 41  | «Las pistas del asesino»     | 24 de septiembre de 2019  | 0.90                 |
| 42  | «Sara busca venganza»        | 25 de septiembre de 2019  | 0.83                 |
| 43  | «Polizones»                  | 26 de septiembre de 2019  | 0.83                 |
| 44  | «El país a sus pies»         | 27 de septiembre de 2019  | 0.92                 |

### Recepción
La serie se estrenó con un total de 1,33 millones de espectadores, siendo el programa más visto a las 10pm/9c en Telemundo. Y superando a su competencia más cercana que fue Sin miedo a la verdad de Univision, aunque la serie debutó con un buen promedio, no superó los 2 millones de audiencia que tuvo su predecesora La Reina del sur. A pesar de haber tenido un estreno exitoso ocupando el lugar número 1 en la cadena, la serie no logró promediar una buena audiencia durante su primer mes al aire.

### Audiencia
| Temporada | Horario (ET/CT)         | Episodios | Primera emisión     | Primera emisión      | Última emisión           | Última emisión       | Prom. de espectadores (millones) |
| Temporada | Horario (ET/CT)         | Episodios | Fecha               | Audiencia (millones) | Fecha                    | Audiencia (millones) | Prom. de espectadores (millones) |
| --------- | ----------------------- | --------- | ------------------- | -------------------- | ------------------------ | -------------------- | -------------------------------- |
| 1         | lunes a viernes 10pm/9c | 44        | 30 de julio de 2019 | 1.33                 | 27 de septiembre de 2019 | 0.92                 | 0.94                             |